# André Villas-Boas
Pour les articles ayant des titres homophones, voir André Vilas Boas et AVB.
de Pina Cabral Villas-Boas est un nom portugais ; le premier nom de famille (d'usage facultatif) est de Pina Cabral et le second est Villas-Boas.
Luís André de Pina Cabral e Villas-Boas dit André Villas-Boas, né le 17 octobre 1977 à Porto (Portugal), est le président du FC Porto depuis le 7 mai 2024.

## Biographie

### Origines familiales
Né à Porto, André Villas-Boas est issu d'une famille aristocratique. Il est le second enfant et le premier fils de Luís Filipe Manuel Henrique do Vale Peixoto de Sousa e Villas-Boas et de Teresa Maria de Pina Cabral e Silva. Il est également l'arrière-petit-fils de dom José Geraldo Coelho Vieira do Vale Peixoto de Sousa e Vilas-Boas, premier vicomte de Guilhomil. Son grand-oncle paternel, José Rui Vieira Coelho Pinto de Sousa Peixoto e Villas-Boas, était vicomte de Guilhomil, titre initialement attribué à son père, José Gerardo Villas-Boas, par le roi Carlos Ier de Portugal en 1890. Villas-Boas a la particularité de savoir parler cinq langues (portugais, anglais, espagnol, italien et français). Il maîtrise l'anglais depuis son enfance, sa grand-mère Margaret Kendall étant originaire de Stockport en Angleterre.

### Son apprentissage
Durant sa jeunesse, conscient de ses capacités techniques et physiques limitées, il s’oriente vers la stratégie et la tactique footballistique. Le jeune portugais passe de nombreuses heures sur le jeu vidéo Championship Manager, ancêtre de Football Manager lui permettant d’acquérir une grande connaissance des effectifs. 
Fan inconditionnel de Domingos Paciência, le natif de Porto interpelle directement Bobby Robson, alors à la tête du FC Porto en 1994, au sujet de la non-titularisation de Paciência. Robson lui répond en lui demandant d'étayer son propos. Villas-Boas lui fournit alors un riche argumentaire contenant un nombre important de statistiques et d'arguments en faveur de sa thèse. C'est à cette époque qu'il rencontre pour la première fois José Mourinho qui était traducteur auprès de Robson. En 1994, Robson et Mourinho étaient à la recherche d'un assistant qui puisse fournir au staff des comptes rendus détaillés concernant les prochains adversaires du FC Porto. Bluffé par les connaissances et les capacités du jeune « AVB », Robson lui propose le poste. Quelques semaines après, il l'invite à participer à plusieurs séances d'entraînement au sein du centre d'entraînement du FC Porto. Contre l'accord de ses parents, il arrête ses études de lettres à l'université. 
Sentant son amour du jeu et du coaching en particulier, Robson l'envoie au Lilleshall Academy où Villas-Boas gagne ses galons d'entraîneur. À 17 ans, il est de loin le plus jeune élève de la classe avec des résultats jugés brillants. Ses professeurs le décrivent comme étant un étudiant pointilleux, très curieux et à l'écoute
.
Après avoir obtenu son diplôme, il décide de suivre la formation d'entraîneur professionnel de la fédération écossaise de football. En 1997, il effectue son stage de fin d'études au sein du club d'Ipswich Town en deuxième division anglaise, sous les ordres de George Burley. Ce dernier est impressionné par le degré de maturité et le professionnalisme dont fait preuve le jeune Villas-Boas. Il décroche d'abord la Licence C d'entraîneur homologuée par l'association écossaise de football, à l'âge de 17 ans. Âgé de 18 ans, le jeune portugais obtient ensuite la Licence UEFA B qui correspond au quatrième niveau de qualification. Un an plus tard, il est lauréat de la Licence UEFA A puis de la Licence UEFA Pro (soit le premier niveau de qualification) sous la tutelle de Jim Fleeting.

### Carrière d'entraîneur

#### Îles Vierges britanniques
Son jeune âge est un frein à la carrière d’entraîneur qu’il souhaite débuter. Il essuie ainsi les refus de nombreux clubs qui ne lui accordent pas leur confiance. En décembre 1999, il répond à une offre d’emploi parue dans une revue de management du sport et proposée par le ministère des sports des Îles Vierges britanniques alors à la recherche d’un directeur du football. Pour que sa candidature ne soit pas à nouveau rejetée, il décide de cacher sa date de naissance et de se laisser pousser la barbe pour paraître plus mature. Sa candidature est acceptée par Kenrick Grant, le président de l’association de football des Îles Vierges britanniques. À peine arrivé, le nouveau directeur du football devient sélectionneur des Îles Vierges britanniques à l'âge de 22 ans à la suite de la démission du sélectionneur qui était en poste. Cependant, il est limogé après deux défaites en deux matchs officiels dont une défaite (9-0) contre les Bermudes à l'occasion du premier tour de qualification à la Coupe du monde 2002.

#### Adjoint de José Mourinho

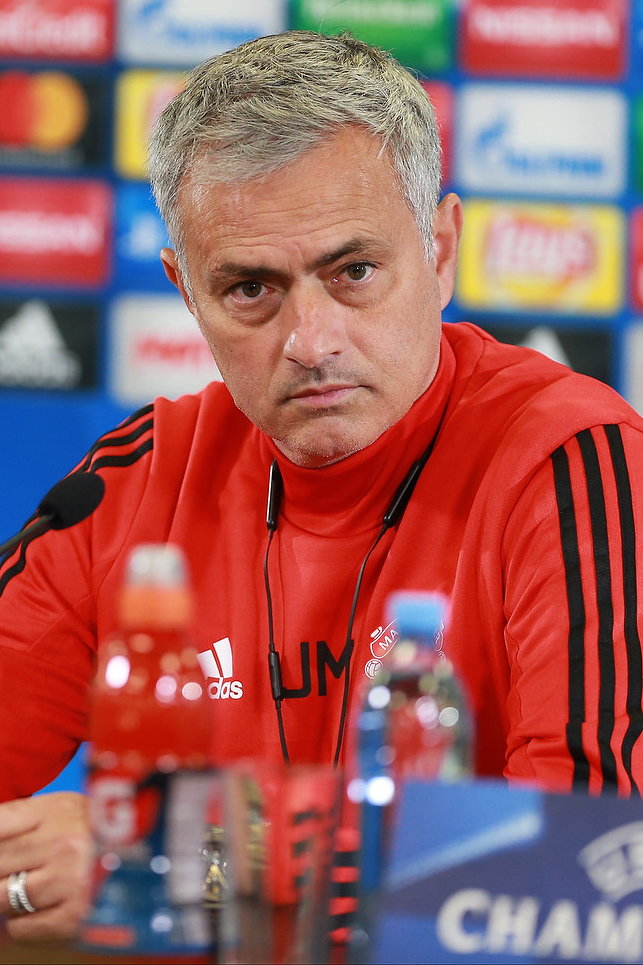
André Villas-Boas a été l'adjoint de José Mourinho avant d'être entraîneur.

Après sa courte expérience en tant que sélectionneur des Iles Vierges britanniques, il retourne au Portugal pour poursuivre son rêve d'entraîneur et dirige l'équipe des moins de 15 ans du FC Porto. En début de saison 2000-2001, il est nommé en tant que « chargé de la prospection et de la préparation tactique » du FC Porto. Il est remarqué par José Mourinho qui effectue son retour au club après un début de saison 2001-2002 difficile. Ce dernier lui confie le poste d'entraîneur des moins de 19 ans.
Il devient ensuite l'un des adjoints de Mourinho à Chelsea de 2004 à 2008, puis à l'Inter Milan de 2008 à 2009. Mourinho déclare à son sujet : « il est mes yeux et mes oreilles ». En 2009, il décide de faire le grand saut et de devenir entraîneur principal. L'Académica de Coimbra lui donnera cette opportunité.

#### Académica de Coimbra (2009-2010)
Le jeune Villas-Boas prend les rênes de l'Académica de Coimbra en octobre 2009 afin de relancer un club qui va mal en championnat. Il fait ses débuts d’entraîneur de première division face au Portimonense le 18 octobre 2009, à seulement 32 ans et 1 jour. Rapidement, l'équipe progresse et finit 7e au championnat. Il est alors courtisé par le Sporting Portugal, mais signe au FC Porto pour la saison suivante.

#### FC Porto (2010-2011)

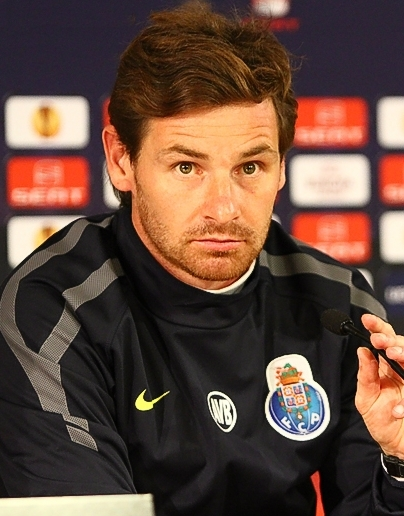
Villas-Boas remporte quatre trophées avec le FC Porto.

En 2010, il succède à Jesualdo Ferreira à la tête de l'équipe première du FC Porto après la troisième place au classement du club derrière le Benfica et Braga. Dès le début sous ses ordres, l'équipe disposée en 4-3-3 remporte la Supertaça (2-0) face à Benfica. Toujours invaincu en championnat, la victoire (5-0) contre Benfica le 7 novembre 2010, reste son plus grand fait d'armes. Le 3 avril 2011, lors du classico face à Benfica à l'Estádio da Luz, le FC Porto en gagnant (2-1) devient champion du Portugal sur le terrain de son plus grand rival. Cette saison-là, le FC Porto est statistiquement la meilleure équipe d’Europe avec un bilan de 27 victoires pour 3 nuls et aucune défaite en championnat. Battu (2-0) sur sa pelouse lors de la demi-finale aller de la Coupe du Portugal contre le Benfica, le FC Porto parvient à inverser la tendance et se qualifie pour la finale en battant le Benfica (3-1) à Lisbonne. Le 22 mai 2011, il remporte la Coupe du Portugal face au Vitória de Guimarães sur le score sans appel de (6-2), concluant ainsi la saison par un quadruplé historique que même José Mourinho n'avait pas réussi à réaliser aux commandes du club portiste.
L'équipe de Villas-Boas fait un parcours remarquable en Ligue Europa en écrasant notamment le Spartak Moscou ou encore Villarreal CF pour gagner la finale face à un autre club portugais : le Sporting Braga. Les Dragons remportent cette finale (1-0) sur un but de l'attaquant aux 17 buts en Ligue Europa, Radamel Falcao. André Villas-Boas, alors âgé de 33 ans et 213 jours, devient le plus jeune entraîneur à remporter une compétition européenne.

#### Chelsea FC (2011-2012)

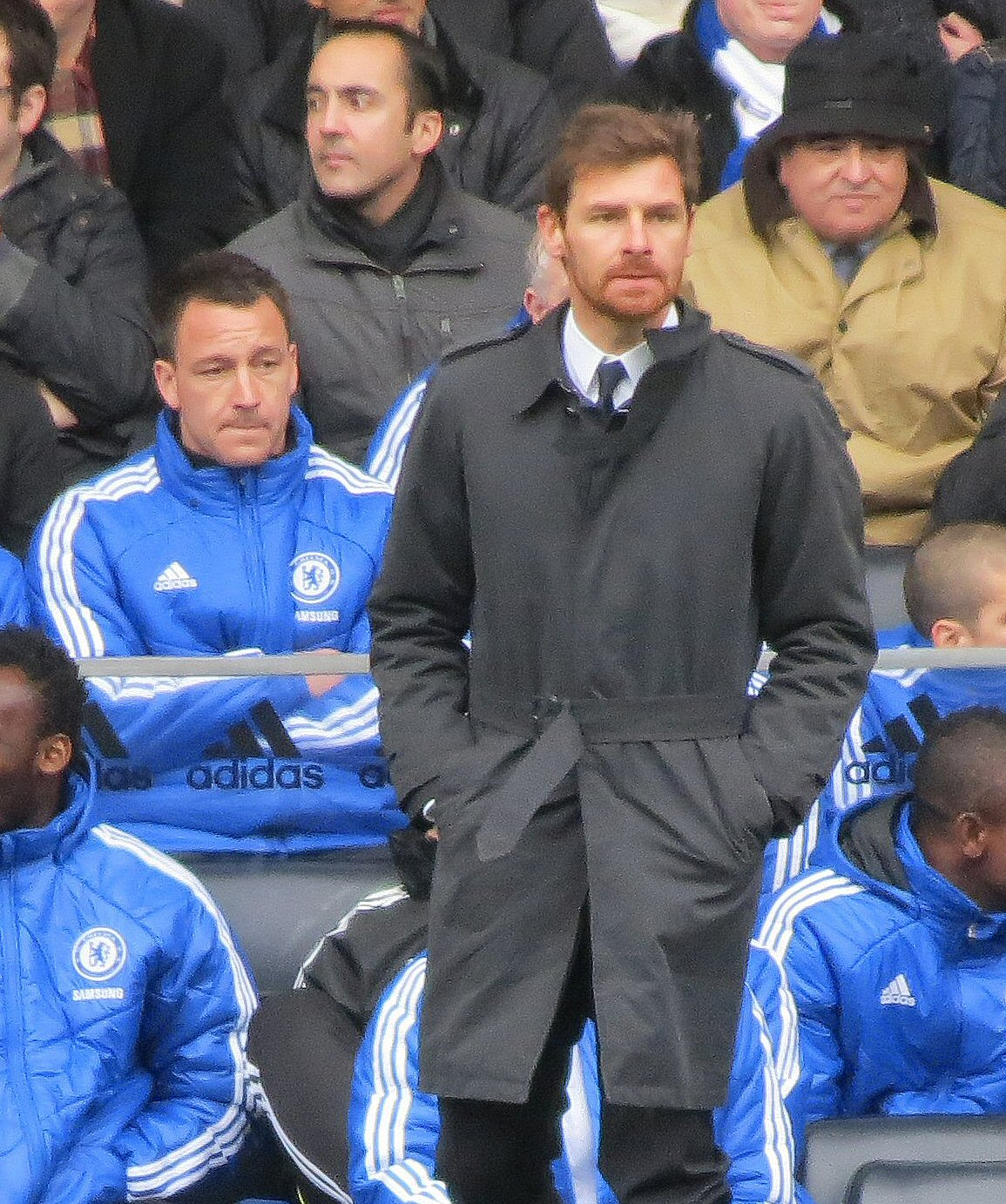
Villas-Boas entraîne les Blues en 2011.

Le 22 juin 2011, il signe un contrat de quatre ans avec la formation londonienne de Chelsea pour une somme de 15 millions d'euros correspondant au montant de sa clause libératoire. Il était à ce jour l'entraîneur le plus cher de l'histoire du footballavant d'être rattrapé par Julian Nagelsmann en 2021, transféré pour 25 millions d'euros au Bayern Munich. En référence à son ancien mentor José Mourinho, autoproclamé « Special One » quelques années auparavant et ayant suivi un parcours similaire, la presse anglaise le surnomme alors le « Special Two ». Le 30 juillet 2011, lors de la pré-saison, Villas-Boas remporte son premier trophée avec Chelsea, le Barclays Asia Trophy 2011. Il gagne tous ses matches de pré-saison avec Chelsea, l'équipe n'ayant concédé qu'un seul but en six matchs. Le 14 août, le premier match de Premier League de Villas-Boas se solde par un 0-0 à Stoke City. Villas-Boas remporte son premier match de compétition en battant West Bromwich Albion (2-1) le 20 août 2011. Ses premiers matchs sont convaincants et après sept journées les Blues pointent à la troisième place du championnat derrière les deux clubs de Manchester. Mais au fil des journées de championnat, Chelsea s’essouffle jusqu'à sombrer en crise à partir de janvier 2012, redescendant à la cinquième place, non qualificative pour la Ligue des champions. Le technicien portugais se signale surtout par son insistance à faire jouer Fernando Torres, alors que celui-ci est en méforme totale, et à écarter Didier Drogba. 
Après une défaite en huitième de finale aller de Ligue des champions à Naples et au lendemain d'un revers sur la pelouse de West Bromwich, André Villas-Boas est limogé le 4 mars 2012 en raison de mauvais résultats. C'est son adjoint Roberto Di Matteo qui assure l'intérim jusqu'à la fin de la saison. Celui-ci permettra d'ailleurs à Chelsea de faire le doublé Ligue des champions - Coupe d'Angleterre.

#### Tottenham Hotspur (2012-2013)

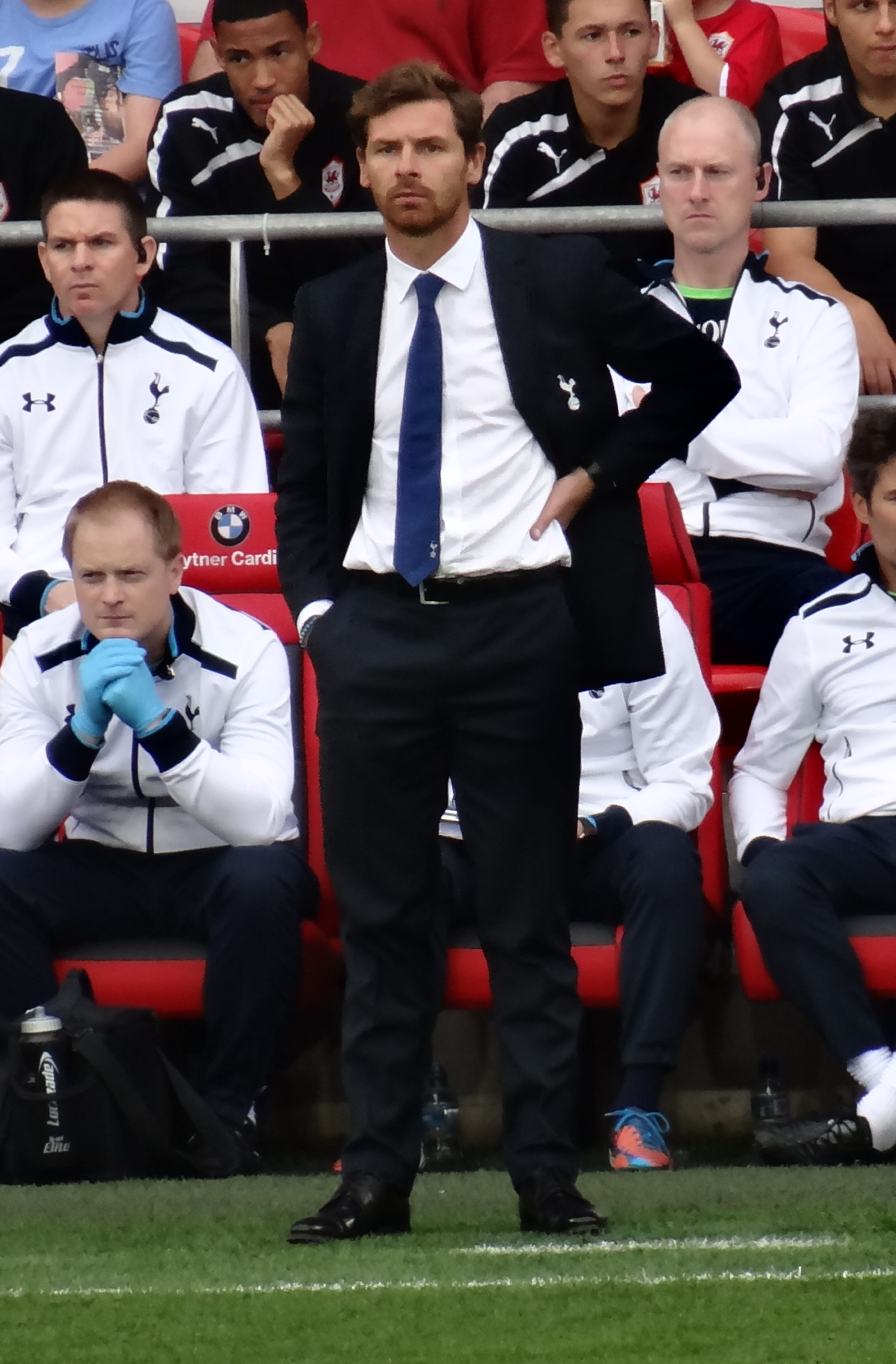
Villas-Boas dirige les Spurs entre 2012 et 2013.

Proche de s'engager avec le São Paulo FC au Brésil, « AVB » rebondit finalement à Tottenham Hotspur où il paraphe un contrat de trois saisons le 3 juillet 2012. À la fin du mercato estival, il fait notamment venir Hugo Lloris, tandis que Brad Friedel, le gardien titulaire, n'a pas manqué un match depuis 2004 (il a durant cette période évolué à Blackburn, Aston Villa, et donc Tottenham). La transition est parfaitement gérée par Villas-Boas qui installe au fil de la saison le portier français au sommet de la hiérarchie des gardiens. 
Avec un effectif au sein duquel rayonne Gareth Bale, le plus jeune entraîneur de la Premier League hisse son équipe dans la course à la Ligue des champions. Les Spurs terminent toutefois 5e de l'exercice 2012-2013 avec 72 points (ce qui est un record de points engrangés par le club en championnat) et rate la 4e place significative de qualification en Ligue des champions d'un point du Big Four. Durant l'été 2013, il est en contact avec Andoni Zubizarreta, alors directeur sportif du FC Barcelone, pour prendre la succession de Tito Vilanova sur le banc barcelonais. Néanmoins, les discussions ne vont pas plus loin et André Villas-Boas poursuit l'aventure avec Tottenham. 
Le 16 décembre 2013, André Villas-Boas est officiellement limogé à la suite des résultats décevants de son club en championnat et au lendemain de la lourde défaite à domicile face à Liverpool (0-5).

#### Zénith Saint-Pétersbourg (2014-2016)

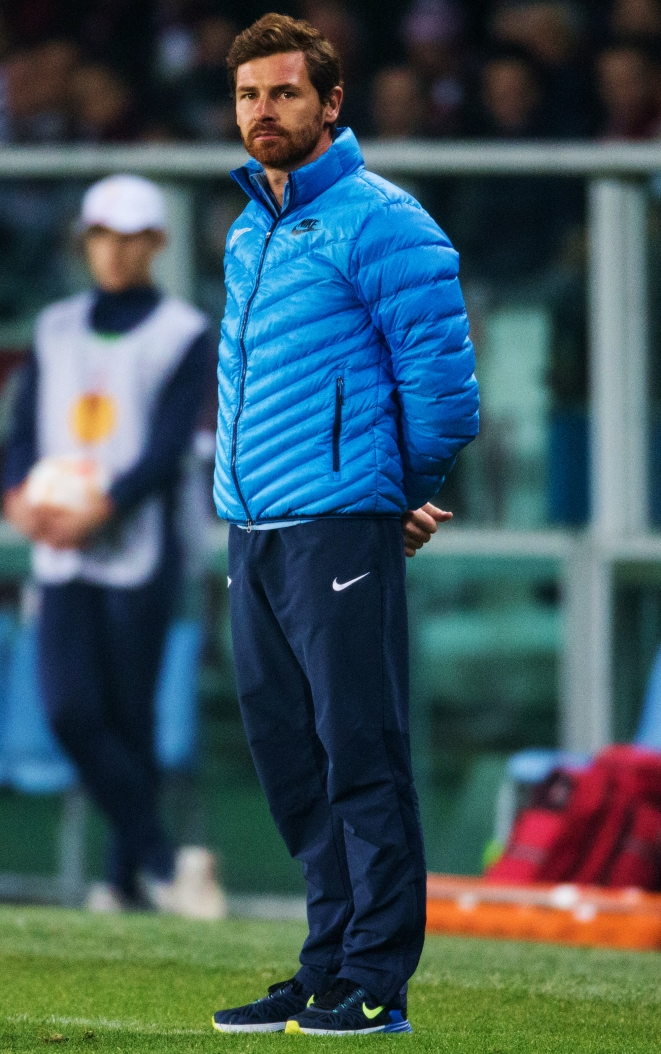
André Villas-Boas guide le Zénith entre 2014 et 2016.

Le 18 mars 2014, le Portugais fait le choix de la Russie en signant un contrat de deux ans avec le Zénith Saint-Pétersbourg pour remplacer Luciano Spalletti après réflexion auprès de son agent Carlos Gonçalves. Un mois plus tard, il devient le premier entraîneur de l'histoire du championnat russe à remporter ses six premiers matches. Il permet au Zénith de lutter pour le titre jusqu'à la fin de la saison mais termine deuxième à un point derrière le CSKA Moscou. Pour sa première saison complète à ce poste, le club se qualifie pour la phase de groupes de la Ligue des champions en battant l'AEL Limassol au troisième tour de qualification et le Standard de Liège en playoffs. Le Zénith est ensuite reversé en Ligue Europa et devient champion de Russie. Il débute l'exercice 2015-2016 en remportant la Supercoupe de Russie. 
Le 10 septembre 2015, Villas-Boas annonce avoir refusé une prolongation de contrat, préférant quitter son poste à l'issue de la saison afin de se rapprocher de sa famille, au Portugal. Le Zénith fait mieux que la saison précédente en Ligue des champions, terminant premier de son groupe, mais est éliminé en huitième de finale. Il ne parvient pas à conserver son titre de champion de Russie, ne finissant qu'à la troisième place.

#### Shanghai SIPG (2016-2017)
Le 4 novembre 2016, il est nommé entraîneur du Shanghai SIPG en lieu et place du technicien suédois Sven-Göran Eriksson pour trois saisons. Bien qu'il n'ait pas été en mesure de remporter de titre lors de son passage au club, Villas-Boas a été crédité d'avoir transformé une équipe relativement inexpérimentée en un véritable prétendant au championnat. Forte des talents des Brésiliens Hulk et Oscar ainsi que de l'attaquant chinois Wu Lei, sa seule saison à la tête du Shanghai SIPG a vu le club terminer deuxième du championnat et s'incliner face à son rival du Shanghai Shenhua en finale de la Coupe de Chine. En outre, il a conduit le club de Shanghai en demi-finale de la Ligue des champions d'Asie. 

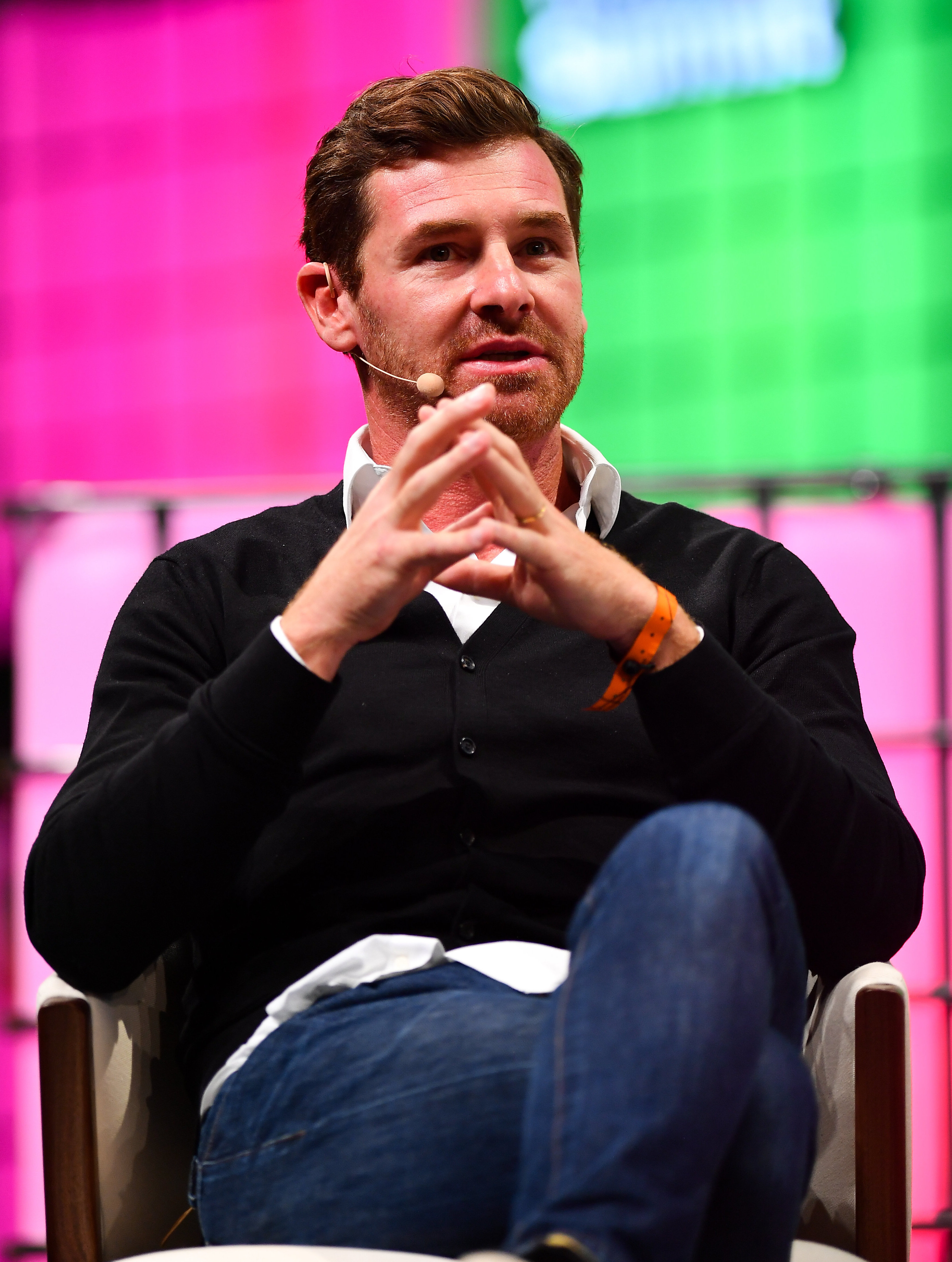
André Villas-Boas lors de la conférence Web Summit en 2018.

Il quitte le club le 30 novembre 2017 à l'issue de la saison du championnat de Chine alors qu'il lui restait deux ans de contrat. Il concède plus tard avoir quitté le club chinois en raison du manque de compétitivité du championnat.

#### Olympique de Marseille (2019-2021)
En contact très avancé avec Vincent Labrune, alors président de l'OM en 2014, c'est finalement cinq ans plus tard qu'il rejoint la cité phocéenne. Courtisé par Boca Juniors et le Chivas Guadalajara, il s'engage pour deux saisons à l'Olympique de Marseille pour succéder à Rudi Garcia le 28 mai 2019. Il est choisi par le directeur sportif, Andoni Zubizarreta, dont il reste proche durant toute la saison. AVB amène notamment avec lui l'ex-défenseur international portugais Ricardo Carvalho en qualité d'entraîneur adjoint faisant partie du staff technique de l'Olympique de Marseille. Le coach portugais doit composer avec un effectif limité quantitativement à la suite des injonctions du fair-play financier. Il choisit de ré-introniser Steve Mandanda en tant que capitaine à la place de Dimitri Payet. Il met en place une méthode d'entraînement qu'il a toujours utilisé partout où il a officié : la périodisation tactique. Après un début de saison poussif, il mène l'OM sur le podium du championnat au terme de la phase aller, en battant notamment l'Olympique lyonnais de Rudi Garcia, son prédécesseur, pour la première fois en championnat depuis 2014.
Outre les performances sportives qu'il arrive à effectuer avec son équipe, Villas-Boas brille également par sa gestion de l'effectif, relançant avec succès des joueurs en difficulté comme Amavi, Ćaleta-Car ou Radonjić, puis trouvant un équilibre optimal entre les plus expérimentés du vestiaire à l'image de Dimitri Payet, Kevin Strootman ou Steve Mandanda et les jeunes pousses telles que Boubacar Kamara et Marley Aké.
En mai 2020, il refuse la proposition de prolongation de contrat formulée par les dirigeants de l'OM, alors que son contrat prend fin en 2021. Cette décision intervient peu après l'annonce du départ d'Andoni Zubizarreta, à qui il avait lié son sort plusieurs fois durant la saison. Toutefois, il décide de poursuivre son aventure marseillaise jusqu'au terme de son engagement. Le 13 septembre 2020, il devient le premier entraîneur olympien depuis 9 ans à diriger son effectif vers une victoire (0-1) lors du « classique » contre le Paris Saint-Germain.
Le 29 janvier 2021, André Villas-Boas annonce en conférence de presse qu’il ne continuera pas avec l’Olympique de Marseille après le 30 juin. Il précise que « la prochaine année sera l'année zéro du club. Il y aura un nettoyage total ».
Le 2 février 2021, il apprend dans la presse les transferts de Nemanja Radonjić et de Olivier Ntcham. Mécontent de ne pas avoir été consulté sur ces transferts, il fait part de son désaccord sur la direction sportive du club en conférence de presse et annonce qu'il a présenté sa lettre de démission à la direction de l'OM. Peu de temps après, il est mis à pied à titre conservatoire.
Le 2 mars 2021, André Villas-Boas trouve un accord avec l'OM pour la résiliation de son contrat.

### Carrière de dirigeant

#### Président du FC Porto (2024-)
Il est élu président du FC Porto le 28 avril 2024, il succède donc à Jorge Nuno Pinto da Costa.
Il fut vainqueur de la coupe du Portugal le 26 mai 2024 en tant que président du FC Porto.

## En dehors du football
Passionné par les sports mécaniques, il participe à l'édition 2018 du Rallye Dakar dans la catégorie auto sur un 4x4 pick-up Toyota Hiluxet avec comme copilote Ruben Faria. À la suite d'une violente réception de saut lors de la quatrième étape, il est contraint à l'abandon, souffrant de douleurs au dos.
En mai 2021, il participe au Rallye du Portugal dans la catégorie WRC-3 à bord d'une Citroën C3 Rally2. Il termine l'étape à la 12è place.
Le 17 janvier 2024, Villas-Boas présente sa candidature à la présidence du FC Porto qui aura lieu en avril 2024. Il est opposé au président sortant Jorge Nuno Pinto da Costa et face à Nuno Lobo. Le 27 avril 2024, il remporte l’élection avec 80,25% des voix et devient le 32e président du FC Porto.

## Statistiques détaillées
Mis à jour le 3 février 2021.
| Îles Vierges Britanniques | 1er décembre 1999 | 1 janvier 2000   | 2   | 0   | 0  | 2  | 0,00  |
| Académica de Coimbra      | 14 octobre 2009   | 2 juin 2010      | 30  | 11  | 8  | 11 | 36,66 |
| FC Porto                  | 2 juin 2010       | 21 juin 2011     | 58  | 49  | 5  | 4  | 84,48 |
| Chelsea FC                | 22 juin 2011      | 4 mars 2012      | 40  | 20  | 10 | 10 | 50,00 |
| Tottenham Hotspur         | 3 juillet 2012    | 16 décembre 2013 | 80  | 45  | 18 | 17 | 56,25 |
| Zénith Saint-Pétersbourg  | 20 mars 2014      | 23 mai 2016      | 101 | 64  | 18 | 19 | 63,3  |
| Shanghai SIPG             | 4 novembre 2016   | 30 novembre 2017 | 50  | 31  | 8  | 11 | 62,00 |
| Olympique de Marseille    | 28 mai 2019       | 2 février 2021   | 60  | 29  | 13 | 18 | 48,33 |
| Total                     |                   |                  | 421 | 245 | 80 | 92 | 58,33 |

## Palmarès

### Entraîneur
| FC Porto (4) | Zénith Saint-Pétersbourg (3) | Shanghai SIPG (0)                             | Olympique de Marseille (0)                                                                |
| --- | --- | --------------------------------------------- | ----------------------------------------------------------------------------------------- |
| - Ligue Europa - Vainqueur : 2011 - Championnat du Portugal - Champion : 2011 - Coupe du Portugal - Vainqueur : 2011 - Supercoupe du Portugal - Vainqueur : 2010 | - Championnat de Russie - Champion : 2015 - Vice-champion : 2014 - Coupe de Russie - Vainqueur : 2016 - Supercoupe de Russie - Vainqueur : 2015 | - Championnat de Chine - Vice-champion : 2017 | - Championnat de France - Vice-champion : 2020 - Trophée des champions - Finaliste : 2020 |

### Distinctions individuelles
- Meilleur entraîneur de Primeira Liga (1) 
  - Vainqueur en 2011.

### Président du FC Porto

#### Football- 3 titres
- Section masculine
  - 1 Coupe du Portugal (2024)
  - 1 Supercoupe du Portugal (2024)

- Section féminine
  - 1 Championnat du Portugal de troisième division (2025)

#### Basketball- 2 titres
- 1 Coupe du Portugal (2025)
- 1 Supercoupe du Portugal (2024)

#### Rink hockey- 2 titres
- 2 Championnat du Portugal (2024 et 2025)

#### Volley-Ball- 1 titre
- Section féminine
  - 1 Coupe Ibérique (2024)

## Vie privée
Il se marie en 2004 avec Joana Maria Noronha de Ornelas Teixeira avec qui il a deux filles, Benedita née en août 2009 et Carolina née en octobre 2010, et un garçon prénommé Frederico né en mai 2015.